# İrfan Can Eğribayat
İrfan Can Eğribayat (Seyhan, 30 giugno 1998) è un calciatore turco, portiere del Fenerbahçe.

## Carriera

### Club
Cresciuto nel settore giovanile dell'Adanaspor, debutta in prima squadra il 16 maggio 2015 in occasione dell'incontro di TFF 1. Lig vinto 4-3 contro l'Elazığspor; dopo aver ottenuto la promozione al termine della stagione 2015-2016, l'anno seguente debutta in Süper Lig, nel match pareggiato 1-1 contro il Kayserispor. Nel 2020 si trasferisce al Göztepe.

### Nazionale
Ha giocato numerose partite con le varie nazionali giovanili turche.

## Statistiche
Statistiche aggiornate al 7 febbraio 2025.

### Presenze e reti nei club
| Stagione          | Squadra           | Campionato        | Campionato | Campionato | Coppe nazionali | Coppe nazionali | Coppe nazionali | Coppe continentali | Coppe continentali | Coppe continentali | Altre coppe | Altre coppe | Altre coppe | Totale | Totale | Totale |
| Stagione          | Squadra           | Comp              | Pres       | Reti       | Comp            | Pres            | Reti            | Comp               | Pres               | Reti               | Comp        | Pres        | Reti        | Pres   | Reti   |        |
| ----------------- | ----------------- | ----------------- | ---------- | ---------- | --------------- | --------------- | --------------- | ------------------ | ------------------ | ------------------ | ----------- | ----------- | ----------- | ------ | ------ | ------ |
| 2014-2015         | Adanaspor         | 1L                | 2          | -2         | CT              | 0               | 0               |                    | -                  | -                  |             | -           | -           | 2      | -2     |        |
| 2015-2016         | Adanaspor         | 1L                | 2          | -3         | CT              | 1               | -1              |                    | -                  | -                  |             | -           | -           | 3      | -4     |        |
| 2016-2017         | Adanaspor         | SL                | 2          | -4         | CT              | 0               | 0               |                    | -                  | -                  |             | -           | -           | 2      | -4     |        |
| 2017-2018         | Adanaspor         | 1L                | 22         | -30        | CT              | 0               | 0               |                    | -                  | -                  |             | -           | -           | 22     | -30    |        |
| 2018-2019         | Adanaspor         | 1L                | 19         | -23        | CT              | 1               | -3              |                    | -                  | -                  |             | -           | -           | 20     | -26    |        |
| 2019-2020         | Adanaspor         | 1L                | 17         | -27        | CT              | 3               | -6              |                    | -                  | -                  |             | -           | -           | 20     | -33    |        |
| Totale Adanaspor  | Totale Adanaspor  | Totale Adanaspor  | 63         | -89        |                 | 5               | -10             |                    | -                  | -                  |             | -           | -           | 68     | -99    |        |
| 2020-2021         | Göztepe           | SL                | 35         | -48        | CT              | 0               | 0               |                    | -                  | -                  |             | -           | -           | 35     | -48    |        |
| 2021-2022         | Göztepe           | SL                | 30         | -50        | CT              | 2               | 0               |                    | -                  | -                  |             | -           | -           | 32     | -50    |        |
| Totale Göztepe    | Totale Göztepe    | Totale Göztepe    | 65         | -98        |                 | 2               | 0               |                    | -                  | -                  |             | -           | -           | 67     | -98    |        |
| 2022-2023         | Fenerbahçe        | SL                | 8          | -11        | CT              | 5               | -2              | UEL                | 0                  | 0                  |             | -           | -           | 13     | -13    |        |
| 2023-2024         | Fenerbahçe        | SL                | 3          | -2         | CT              | 3               | -3              | UECL               | 7                  | -4                 |             | -           | -           | 13     | -9     |        |
| 2024-2025         | Fenerbahçe        | SL                | 5          | -6         | CT              | 2               | -2              | UEL                | 0                  | 0                  |             | -           | -           | 7      | -8     |        |
| Totale Fenerbahçe | Totale Fenerbahçe | Totale Fenerbahçe | 16         | -19        |                 | 10              | -7              |                    | 7                  | -4                 |             | -           | -           | 33     | -30    |        |
| Totale carriera   | Totale carriera   | Totale carriera   | 144        | -206       |                 | 17              | -17             |                    | 7                  | -4                 |             | -           | -           | 168    | -227   |        |

## Palmarès

### Competizioni nazionali
- TFF 1. Lig: 1

Adanaspor: 2015-2016
- Coppa di Turchia: 1

Fenerbahçe: 2022-2023